# Station Przemków Odlewnia
Station Przemków Odlewnia is een spoorwegstation in de Poolse plaats Przemków.